# Терещенко, Артемий Яковлевич
Арте́мий Я́ковлевич Тере́щенко (1794, Локоть, Севский уезд, Орловское наместничество — 1873, Глухов, Черниговская губерния) — купец 1-й гильдии (с 12 мая 1870), потомственный почётный гражданин (1862), потомственный дворянин (1870). Бургомистр Глуховского городского магистрата (1842—1845).

## Биография
Как указывал Яков Иванович Бутович:

Артём Терещенко был в своё время пастухом при отаре овец. Однако малый способный, стремившийся к обогащению и достигший его, сколотив всеми правдами и неправдами небольшие деньжонки, он обосновался на хуторе возле города Глухова и там вёл хозяйство и торговал скотом.
— Лошади моего сердца. Из воспоминаний коннозаводчика / Яков Бутович. — М.: Изд-во им. Сабашниковых, 2013.
Его дело развивалось так успешно, что в народе еще смолоду к нему приклеилось прозвище «карбованець».
Во время Крымской войны Артемий Яковлевич на поставках леса и хлеба для армии заработал значительный капитал, который позже вложил в чрезвычайно быстро развивающуюся сахарную промышленность.
На собственные средства Артемий Яковлевич после 1861 года стал скупать или брать в аренду у разорившихся помещиков небольшие заводики и модернизировать устаревшие запущенные производства, земли для выращивания сахарной свеклы и строительства новых сахарных заводов и мельниц.
А. Я. Терещенко также занимался благотворительной деятельностью и был награждён золотой медалью Св. Синода. На средства семьи в Глухове были построены ремесленное училище, женская и мужская гимназии, учительский институт, банк, бесплатная больница Св. Ефросинии, приют для сирот, Трёх-Анастасьевская церковь.
С 1870 года Артемий Яковлевич Терещенко, купец первой гильдии, фактически отошёл от активных дел, перепоручив их сыновьям, организовавшим «Товарищество свеклосахарных и рафинадных заводов братьев Терещенко». В этом году он и его сыновья с семьями переехали в Москву. Высочайшим указом от 12 мая 1870 года Артемий Терещенко, за особенные заслуги и в награду за благотворительную деятельность, был возведён со всем потомством по мужской линии в потомственное дворянство Российской империи. 
В 1874 году Терещенки переехали в Киев — кроме семьи Семёна Яковлевича, который обосновался в Курской губернии.

## Семья
С 15 января 1819 года был женат на Ефросинье Григорьевне Стеслявской, дочери купца Григория Евстратовича Стеслявского. Их дети:
- Никола (1819—1903)
- Мариамна (в замужестве Куксина; 1821—1868)
- Фёдор (1832—1894)
- Семён (1839—1893)